# 帕莱斯特里纳 (罗马首都广域市)
帕萊斯特里納（義大利語：Palestrina），是義大利拉齐奥大区罗马首都广域市的一個市鎮。總面積46.8平方公里，人口21,624人，人口密度462人/平方公里（2013年12月）。

## 旅游景点

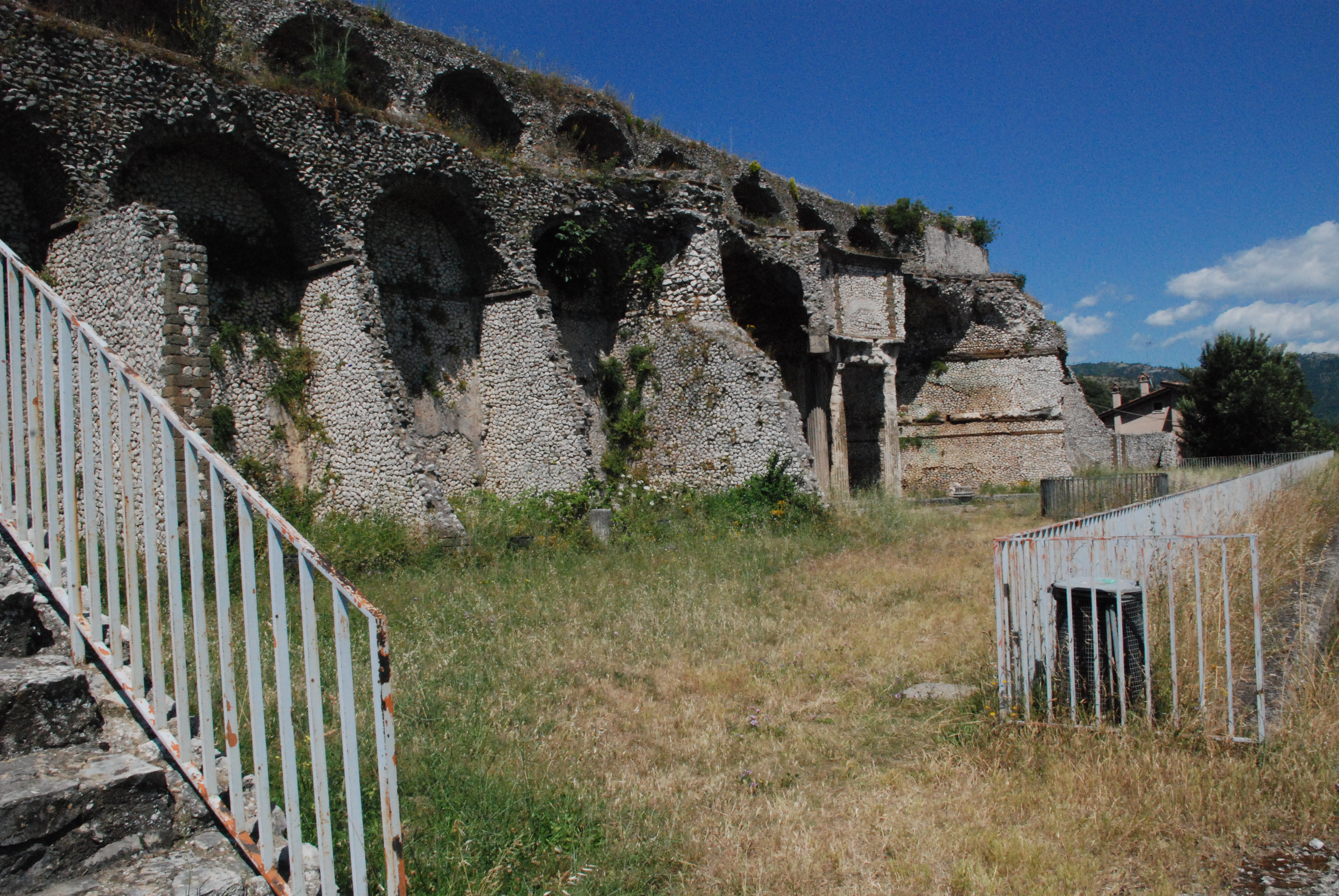
幸运女神圣所

- 幸运女神圣所

## 名人
- 埃里亚努斯，斯多葛派学者。
- 喬瓦尼·皮耶路易吉·達·帕萊斯特里納，音乐家。